# Campeonato Mundial de Patinaje Artístico sobre Hielo de 2011
El CI Campeonato Mundial de Patinaje Artístico se realizó en Moscú (Rusia) entre el 25 de abril y el 1 de mayo de 2011 bajo la organización de la Unión Internacional de Patinaje sobre Hielo (ISU) y la Federación Rusa de Patinaje sobre Hielo. Las competiciones se efectuaron en el Palacio de Deportes Megasport de la capital rusa. 
El evento iba a ser celebrado en Tokio (Japón) entre el 22 y el 27 de marzo, en el Gimnasio Nacional Yoyogi de la capital nipona, pero una semana antes del inicio del campeonato, la ISU decidió cancelar el evento a causa del terremoto que asoló la costa nordeste de la isla de Honshu el 11 de marzo, y en especial al accidente nuclear originado por las explosiones de los reactores de la central nuclear de Fukushima I.

## Resultados

### Masculino
| Puesto | Nombre          | País   | Puntos |
| ------ | --------------- | ------ | ------ |
| Oro    | Patrick Chan    | Canadá | 280,98 |
| Plata  | Takahiko Kozuka | Japón  | 258,41 |
| Bronce | Artur Gachinski | Rusia  | 241,86 |

### Femenino
| Puesto | Nombre           | País          | Puntos |
| ------ | ---------------- | ------------- | ------ |
| Oro    | Miki Ando        | Japón         | 195,79 |
| Plata  | Kim Yu-Na        | Corea del Sur | 194,50 |
| Bronce | Carolina Kostner | Italia        | 184,68 |

### Parejas
| Puesto | Nombre                           | País     | Puntos |
| ------ | -------------------------------- | -------- | ------ |
| Oro    | Aliona Savchenko Robin Szolkowy  | Alemania | 217,85 |
| Plata  | Tatiana Volosozhar Maxim Trankov | Rusia    | 210,73 |
| Bronce | Pang Qing Tong Jian              | China    | 204,12 |

### Danza en hielo
| Puesto | Nombre                        | País           | Puntos |
| ------ | ----------------------------- | -------------- | ------ |
| Oro    | Meryl Davis Charlie White     | Estados Unidos | 185,27 |
| Plata  | Tessa Virtue Scott Moir       | Canadá         | 181,79 |
| Bronce | Maia Shibutani Alex Shibutani | Estados Unidos | 163,79 |

## Medallero
| Núm. | País           | Oro | Plata | Bronce | Total |
| ---- | -------------- | --- | ----- | ------ | ----- |
| 1    | Canadá         | 1   | 1     | 0      | 2     |
|      | Japón          | 1   | 1     | 0      | 2     |
| 3    | Estados Unidos | 1   | 0     | 1      | 2     |
| 4    | Alemania       | 1   | 0     | 0      | 1     |
| 5    | Rusia          | 0   | 1     | 1      | 2     |
| 6    | Corea del Sur  | 0   | 1     | 0      | 1     |
| 7    | China          | 0   | 0     | 1      | 1     |
|      | Italia         | 0   | 0     | 1      | 1     |
|      | TOTAL          | 4   | 4     | 4      | 12    |